# Windows Presentation Foundation
Windows Presentation Foundation (WPF) je grafičen sistem za izdelavo grafičnih uporabniških vmesnikov v aplikacijah za operacijski sistem Windows, ki temelji na ogrodju .NET. Namesto sistema GDI (kot je to pri starejših ogrodjih za uporabniške vmesnike v .NET) WPF uporablja Direct X, zaradi česar je vezan na operacijski sistem Winsows in ni prenosljiv na druge operacijske sistema, čeprav temelji na .NET.
WPF poskuša preskrbeti konsistenten programerski model, kjer je uporabniški vmesnik strogo ločen od logike programa. Za definicijo elementov vmesnika in povezovanje med njimi uporablja XAML, programski jezik temelječ na XML.